# Бригади Аль-Кассама
Бригади Ізз ад-Дін аль-Кассам (араб. كتائب الشهيد عز الدين القسام) — військові формування, що є частиною ісламістського руху ХАМАС. Названі на честь Ізз ад-Дін аль-Кассама.
Бригади Ізз ад-Дін аль-Кассам визнані терористичною організацією Європейським Союзом, Австралією, Новою Зеландією, Єгиптом, та Великою Британією.